# Ivana Lovrić (rukometašica)
Ivana Lovrić Biber (Zagreb, 1. rujna 1984.), hrvatska rukometašica, članica rukometnog kluba ŽRK Samobor. Bila je i članica klubova Lokomotive iz Zagreb i francuskog Metza. Članica je Hrvatske rukometne reprezentacije igra na poziciji srednje vanjske igračice.
Ivana Lovrić je 28. listopada 2012. godine u alkoholiziranom stanju[nedostaje izvor] izazvala prometnu nesreću u kojoj je poginula pješakinja. Lovrić se nije zaustavila nakon što je pregazila pješakinju na pješačkome prijelazu, već se nastavila voziti i otišla s mjesta nesreće.